# Noordscheschut
Noordscheschut is een dorp in de Nederlandse provincie Drenthe, gemeente Hoogeveen. Per 1 januari 2021 telde het dorp 2.090 inwoners.

## Ligging
Noordscheschut is een ontginningsdorp vlak ten oosten van de plaats Hoogeveen. Het dorp wordt doorsneden door de Verlengde Hoogeveense Vaart en is genoemd naar een in 1766 gebouwde schutsluis tussen het "Noordsche Opgaande" en de Hoogeveensche Vaart. Het bestond aanvankelijk uit lintbebouwing langs het kanaal, maar na de Tweede Wereldoorlog zijn ten zuiden van de vaart ook enkele nieuwbouwwijkjes ontstaan, zodat het dorp nu een eigen kern heeft. Het gedeelte ten noorden van de vaart loopt helemaal door tot het gehucht Siberië door middel van een exclave tussen Tiendeveen en Hoogeveen in.

## Geschiedenis
Noordscheschut heeft zijn ontstaan in het midden van de 19e eeuw te danken aan de verveningsactiviteit van de familie Rahder. Deze woonde in het in 1861 bij de sluis gebouwde Huize Blokland, nu een rijksmonument. Noordscheschut begon als kern rond het meest noordelijke van de vele sluizen (of schutten) in de Hoogeveense Vaart tot Meppel. Toen in 1851 het kanaal werd 'verlengd' naar de venen in Zuidoost-Drenthe, vestigden zich hier vooral verveners en neringdoenden. Langs de kanalen ('opgaandes') was er aanvankelijk vooral lintbebouwing. Pas na het uitbreidingsplan van de gemeente in 1933 ontstonden er gesloten dorpskommen. Het echte buitengebied bloeide op, nadat in en na de jaren vijftig de meeste wijken (sloten) werden gedempt.

## Kerken en voorzieningen
Noordscheschut telt vijf kerken: Nederlands Hervormd (sinds 1944), gereformeerd, Christelijk Gereformeerd, Gereformeerde Gemeente en Zevendedagsadventisten. Drie van de vijf zijn gehuisvest in nieuwbouw, de gereformeerde kerk is een bescheiden gebouw uit 1904, de christelijk gereformeerde kerk valt op doordat het een houten gebouw is.
Overige voorzieningen: een sportcomplex, waar de bekende plaatselijke voetbalvereniging speelt, een neutraal-bijzondere en een protestants-christelijke basisschool, een supermarkt met postagentschap, en enkele andere winkels en horecagelegenheden. De omgeving van Noordscheschut kenmerkt zich door landbouwgebied (veenontginningen) en kleine bospercelen.

## Voetbal
De voetbalclub VV Noordscheschut is opgericht op 1 augustus 1945. De velden liggen aan de Coevorderstraatweg. Deze velden werden aangelegd in de vorm van een molenwiek, vandaar de naam "Sportpark Meulewieken VV Noordscheschut". Het eerste elftal van VV Noordscheschut voetbalt in de hoofdklasse.

## Bekende inwoners
- Jannes (voormalig inwoner)
- Anno Wietze Hiemstra (voormalig inwoner)